# Lilian Davidson
Lilian Davidson (26 janvier 1879 - 29 mars 1954) est une peintre paysagiste et portraitiste, une enseignante et une écrivaine irlandaise.

## Jeunesse
Lilian Lucy Davidson est née à Castle Terrace à Bray dans le comté de Wicklow, le 26 janvier 1879. Elle est la sixième des dix enfants du greffier Edward Ellice Davidson et de Lucy Rising Davidson (née Doe). Sa mère meurt en 1888, et il est présumé que Davidson reçoit une éducation privée ; la famille n'étant pas aisée, les détails ne sont pas clairs. Elle fréquente ensuite la Dublin Metropolitan School of Art (DMSA) de 1895 à 1905. Pendant son séjour à la DMSA, Davidson remporte des prix en 1895 et 1896 et reçoit une bourse de la Royal Dublin Society en 1897, l'année de la mort de son père. Elle termine ses études en 1905. Au début des années 1910, elle vit à Rathmines et passe quelque temps en Angleterre et au Pays de Galles.

## Carrière artistique
Davidson reçoit une commande du grand magasin Switzer sur Grafton Street pour dessiner des costumes en 1899. En 1909, sa peinture After rain  est exposée par le Dublin Sketching Club, et Davison continue à y travailler jusqu'en 1920. Elle expose The Bonfire avec la Water Color Society of Ireland en 1912, continuant d'exposer avec eux jusqu'en 1954, et devient membre du comité en 1934. En 1914, elle fait partie des artistes inclus dans une vente de tableaux pour aider les réfugiés belges. Elle expose d'abord à la Royal Hibernian Academy (RHA) en 1914, avec The student. Sa peinture exposée par l'ORS en 1916, The harbour, St Ives, démontre une influence de Stanhope Forbes et de l'école de Newlyn, avec une palette lumineuse et un éclairage contrasté, qui devient caractéristique de son travail. Elle illustre le recueil de poèmes humoristiques et de souvenirs de CH Bretherton sur le zoo de Londres, A zoovenir (1919).
Davidson organise une exposition conjointe avec Mainie Jellett en 1920 au Mill's Hall, Merrion Row, Dublin. Jellett produit un portrait au crayon de Davison, qui la montre dans un chapeau de paille qu'elle portait fréquemment. La RHA expose la peinture à l'huile de Davidson, The flax pullers, en 1921. Ce travail montre une influence de Paul Henry et de l'impressionnisme français. Au début des années 1920, Davidson se rend en Suisse, en Belgique et en France, produisant des œuvres telles que Fish market, Bruges. Elle vit à Paris à la fin des années 1920, exposant au Salon de la Société nationale en 1924 et 1930. Davidson insère un autoportrait dans sa représentation d'un rassemblement de paysans, The country races. Des reproductions de son dessin de Leinster House et de la cathédrale Christ Church par Bulmer Hobson sont incluses dans A book of Dublin (1929). Son paysage, Low tide, Wicklow, exposé à la RHA en 1934, et Boats at Wicklow, dusk montrent sa capacité à représenter les reflets dans l'eau. Elle continue à peindre des scènes de la vie rurale, y compris Cottages - Keel, Achill, qui montre une influence de Jack Butler Yeats dans son utilisation de l'espace et de la couleur. La pauvreté de la famille de Davidson peut avoir influencé son choix de personnes plus pauvres comme sujets, les dépeignant avec sympathie.
Les peintures de Davidson sont exposées aux Contemporary Picture Galleries à Dublin en 1930, aux côtés de Yeats, Evie Hone et Harry Kernoff . Elle a été membre du Picture Hire Club, 24 Molesworth Street, Dublin de 1941 à 1942, et collabore souvent au Munster Fine Arts Club. Son travail est exposé au Salon des Beaux Arts de Paris, à la Royal Academy of Arts de Londres et à Amsterdam. Un grand nombre de ses œuvres des années 1930 montrent la région de langue irlandaise de Galway, Claddagh, comme Night in Claddagh, exposée avec la RHA en 1933. Ses paysages irlandais, tels que les Claddagh cottages sont inclus dans les expositions d'art Oireachtas de 1932 à 1946. Vers 1934, elle est membre de la Society of Dublin Painters, exposant avec eux de 1939 à 1954. Elle influence l'évolution de la Société vers l'avant-garde dans les années 40. Elle est élue associée de la RHA en 1940 et continue à y exposer jusqu'à sa mort. Son œuvre de 1946, Gorta, montre l'influence de Zola, Rilke, Dostoyevsky et Picasso.
Davidson enseigne le dessin dans son atelier au 1 Earlsfort Terrace, Dublin. Ses élèves sont Bea Orpen, Anne Yeats et Mo Irwin. Elle est également enseignante dans un certain nombre d'écoles de Dublin, telles que l'école Belgrave, Rathmines, Wesley College, St Stephen's Green et Castle Park School, Dalkey. Elle se rend à Abbeyleix dans le comté de Laois, une fois par semaine pour enseigner au pensionnat de Glenbawn,.

## Écriture
En plus de la peinture, Davidson écrit un certain nombre de pièces de théâtre, de nouvelles et de monologues sous le pseudonyme « Ulick Burke ». En 1927, un recueil de ses poèmes et Donegal rhymes est publié. En 1931, Hilton Edwards dirige sa pièce de théâtre Bride, au Gate Theatre. Sa nouvelle, Her only son, est publiée dans The Bell sous un pseudonyme en 1942. En 1935, Davidson est membre fondatrice du Torch Theatre de Dublin . Elle conçoit des décors et est co-réalisatrice avec Hugh Hyland en 1936, sous le nom de scène « Jennifer Maude ».

## Fin de vie et héritage
Davidson meurt à son domicile au 4 Wilton Terrace, Dublin le 29 mars 1954. Elle est enterrée dans une tombe banalisée au cimetière Mount Jerome. La National Gallery of Ireland (NGI) conserve son portrait de 1938 de Yeats, ainsi que son dessin au crayon de Sarah Purser. Elle participe régulièrement aux rassemblements « Second Tuesday » de Purser. L'Abbey Theatre détient son portrait de Joseph Holloway. Davidson lègue The golden shawl à la Hugh Lane Gallery, qui est un grand autoportrait. Deux de ses œuvres sont incluses dans l'exposition de 1987 de la NGI, Irish Women Artists From the Eighenth Century to the Present Day.